# Peptidaza-55 razlaganja međuproizvoda
Peptidaza-55 razlaganja međuproizvoda (EC 3.4.11.26, Icp55, peptidaza 55 kDa razlaganja mitohondrijskih intermedijera) je enzim. Ovaj enzim katalizuje sledeću hemijsku reakciju
Ovaj enzim ralaže Pro36-Pro37 vezu cisteinske desumporaze (EC 2.8.1.7) čime se uklanjaju tri aminokiselinska ostatka (Tyr-Ser-Pro) sa N-terminusa nakon razlaganja mitohondrijskom peptidazom
Icp55 uklanja destabilizujuće N-terminalne aminokiselinske ostatke zaostale nakon razlaganja posredstvom mitohondrijske peptidaze.

## Literatura
- Nicholas C. Price; Lewis Stevens (1999). Fundamentals of Enzymology: The Cell and Molecular Biology of Catalytic Proteins (Third изд.). USA: Oxford University Press. ISBN 019850229X.
- Eric J. Toone (2006). Advances in Enzymology and Related Areas of Molecular Biology, Protein Evolution (Volume 75 изд.). Wiley-Interscience. ISBN 0471205036.
- Branden C; Tooze J. Introduction to Protein Structure. New York, NY: Garland Publishing. ISBN 0-8153-2305-0.
- Irwin H. Segel. Enzyme Kinetics: Behavior and Analysis of Rapid Equilibrium and Steady-State Enzyme Systems (Book 44 изд.). Wiley Classics Library. ISBN 0471303097.

## Spoljašnje veze
- Intermediate+cleaving+peptidase+55 на 